# 2915 Moskvina
2915 Moskvina è un asteroide della fascia principale. Scoperto nel 1977, presenta un'orbita caratterizzata da un semiasse maggiore pari a 2,5627305 UA e da un'eccentricità di 0,1859630, inclinata di 13,21779° rispetto all'eclittica.